# Saga (powiat)
Saga (tyb. ས་དགའ་རྫོང, Wylie: sa dga' rdzong, ZWPY: Saga Zong; chiń. upr. 萨嘎县; pinyin Sàgā Xiàn) – powiat we południowo-wschodniej części Tybetańskiego Regionu Autonomicznego, w prefekturze Xigazê. W 1999 roku powiat liczył 11 414 mieszkańców.